# فخل
فِخِل (به هلندی: Veghel) یکی از شهرهای هلند در استان برابانت شمالی است. وگل ۳۲٬۰۱۵ نفر جمعیت دارد و ۱۰ متر بالاتر از سطح دریا واقع شده‌است.